# بطولة تونس للكرة الطائرة للرجال 1957-1958
بطولة تونس للكرة الطائرة للرجال 1957-1958 هو الموسم رقم 3 من بطولة تونس للكرة الطائرة للرجال.

فاز بهذا الموسم النجم الرياضي بحلق الوادي.

## روابط خارجية
- الموقع الرسمي للجامعة التونسية للكرة الطائرة.